# Jean Cuypers
Jean Cuypers (Leuven, 9 januari 1844 - aldaar, 30 augustus 1897) was een Belgisch beeldhouwer.

## Leven en werk
Jean Henri Cuypers werd geboren te Leuven als zoon van Charles Guillaume Cuypers en Anne Catherine Anthoon. Hij was de oudste van zes kinderen en bleef ongehuwd. Hij kreeg zijn opleiding aan de academie in zijn geboortestad Leuven. In 1867 won hij de tweede prijs op de sculptuurwedstrijd georganiseerd door de Société d'encouragement des Beaux-Arts te Antwerpen. In 1872 won hij de Prijs van Rome met een bas-reliëf over het thema "Calpurnius smeekt Caesar niet naar de Senaat te gaan" en kon daardoor enige tijd in Rome verblijven. Hij maakte er onder meer het marmeren beeld "Hallali : de opgejaagde reebok neergeveld door de jager" (thans in het Museum voor Schone Kunsten te Brussel). Vanaf 1880 verbleef hij twee jaar in Parijs, daarna woonde hij in Brussel.
In 1887 werd een borstbeeld van Joseph Poelaert ingehuldigd aan de ingang van het Brusselse Justitiepaleis. In 1890 maakte hij voor de Kleine Zavel in Brussel het beeld van Lodewijk van Bodegem. Tevens maakte hij voor hetzelfde plantsoen 3 van de 48 ambachtsbeeldjes: (i) tinslagers-loodgieters; (ii) hoedenmakers, volders en brandewijnstokers en (iii) sloten- en uurwerkmakers. Hij maakte ook enkele beelden voor de gevel van het stadhuis van Brussel en van Leuven.
Het M - Museum Leuven bezit een marmeren "Slavin".